# 圣文德尔
圣文德尔（德語：St. Wendel，全拼作，發音：[zaŋkt ˈvɛndl̩] ⓘ）是德国萨尔兰州圣文德尔县的城市，也是圣文德尔县的县治，面积113.53平方千米，2023年12月31日人口为25,503人。

## 友好城市
圣文德尔与以下城市结为友好城市：
- 法國 勒泽（1973年）
- 巴西 聖文德利努（2003年）
- 愛爾蘭 巴爾布里根（2007年）